# Chronicle – The 20 Greatest Hits
Chronicle – The 20 Greatest Hits, auch bekannt als Chronicle Vol. 1, ist ein Greatest-Hits-Album der US-amerikanischen Rockband Creedence Clearwater Revival und wurde 1976 von dem Label Fantasy Records veröffentlicht, knapp vier Jahre nach ihrer Auflösung.

## Informationen
Die Kompilation enthält alle erfolgreichen Singles der Band von den bisherigen Alben, die zwischen 1968 und 1972 erschienen sind: Track 1 und 2 stammen vom Album Creedence Clearwater Revival (1968), Track 3 von Bayou Country (1969), Track 4 bis 7 von Green River (1969), Track 8 und 9 von Willy and the Poor Boys (1970), Track 10 bis 16 von Cosmo’s Factory (1970), Track 17 und 18 von Pendulum (1970), und Track 19 und 20 von Mardi Gras (1972).
Die elfminütige Version von I Heard It Through the Grapevine wurde auf der Doppel-LP auf knapp vier Minuten gekürzt.
Auf dem Albumcover wurde der Bandname Creedence Clearwater Revival um „featuring John Fogerty“ ergänzt. Fogerty trat nach Auflösung der Band 1972 als Solokünstler in Erscheinung.
1986 folgte Chronicle – Volume Two. Diese ebenfalls aus 20 Titeln bestehende Zusammenstellung enthält mehr Coverversionen und wurde gleichzeitig auf Doppel-LP und CD veröffentlicht.

## Titelliste
Bis auf die gekennzeichneten Ausnahmen stammen alle Songs aus der Feder von John Fogerty.
Seite 1
1. Susie Q (Part 1) (Dale Hawkins, Stan Lewis, Eleanor Broadwater) – 4:36
2. I Put a Spell on You (Screamin’ Jay Hawkins) – 4:30
3. Proud Mary – 3:07
4. Bad Moon Rising – 2:18
Seite 2
5. Lodi – 3:09
6. Green River – 2:32
7. Commotion – 2:41
8. Down on the Corner – 2:43
9. Fortunate Son – 2:18
10. Travelin’ Band – 2:07
Seite 3
11. Who’ll Stop the Rain – 2:27
12. Up Around the Bend – 2:41
13. Run Through the Jungle – 3:05
14. Lookin’ Out My Back Door – 2:31
15. Long as I Can See the Light – 3:32
Seite 4
16. I Heard It Through the Grapevine (Norman Whitfield, Barrett Strong) – 3:52 / 11:06
17. Have You Ever Seen the Rain? – 2:38
18. Hey Tonight – 2:41
19. Sweet Hitch-Hiker – 2:55
20. Someday Never Comes – 3:59

## Rezensionen
Obwohl es sich nicht um ein Studioalbum handelt, wurde Chronicle 2012 von der Musikzeitschrift Rolling Stone auf Platz 59 der 500 besten Alben aller Zeiten gewählt. In der Aufstellung von 2020 ist es nicht mehr enthalten.

„Several of the band’s individual albums are essential, but Chronicle is not only an excellent introduction to the group, it offers definitive proof that the group was one of the definitive singles’ bands of the late '60s. Rarely has a greatest- hits collection been so well-assembled.“

## Kommerzieller Erfolg

### Chartplatzierungen
| ChartsChartplatzierungen       | Höchstplatzierung | Wochen/ Monate |
| ------------------------------ | ----------------- | -------------- |
| Deutschland (GfK)              | 50 (1 Mt.)        | 1 Mt.          |
| Österreich (Ö3)                | 60 (1 Wo.)        | 1 Wo.          |
| Vereinigte Staaten (Billboard) | 18 (… Wo.)        | … Wo.          |

| ChartsJahrescharts (2010)      | Platzierung |
| ------------------------------ | ----------- |
| Vereinigte Staaten (Billboard) | 157         |

| ChartsJahrescharts (2011)      | Platzierung |
| ------------------------------ | ----------- |
| Vereinigte Staaten (Billboard) | 151         |

| ChartsJahrescharts (2012)      | Platzierung |
| ------------------------------ | ----------- |
| Vereinigte Staaten (Billboard) | 142         |

| ChartsJahrescharts (2013)      | Platzierung |
| ------------------------------ | ----------- |
| Vereinigte Staaten (Billboard) | 184         |

| ChartsJahrescharts (2015)      | Platzierung |
| ------------------------------ | ----------- |
| Vereinigte Staaten (Billboard) | 163         |

| ChartsJahrescharts (2016)      | Platzierung |
| ------------------------------ | ----------- |
| Vereinigte Staaten (Billboard) | 156         |

| ChartsJahrescharts (2017)      | Platzierung |
| ------------------------------ | ----------- |
| Vereinigte Staaten (Billboard) | 133         |

| ChartsJahrescharts (2018)      | Platzierung |
| ------------------------------ | ----------- |
| Vereinigte Staaten (Billboard) | 93          |

| ChartsJahrescharts (2019)      | Platzierung |
| ------------------------------ | ----------- |
| Vereinigte Staaten (Billboard) | 65          |

| ChartsJahrescharts (2020)      | Platzierung |
| ------------------------------ | ----------- |
| Vereinigte Staaten (Billboard) | 63          |

| ChartsJahrescharts (2021)      | Platzierung |
| ------------------------------ | ----------- |
| Vereinigte Staaten (Billboard) | 47          |

| ChartsJahrescharts (2022)      | Platzierung |
| ------------------------------ | ----------- |
| Vereinigte Staaten (Billboard) | 55          |

| ChartsJahrescharts (2023)      | Platzierung |
| ------------------------------ | ----------- |
| Vereinigte Staaten (Billboard) | 39          |

### Auszeichnungen für Musikverkäufe
Mit über zwölf Millionen verkauften Exemplaren allein in den USA ist Chronicle das erfolgreichste Album von Creedence Clearwater Revival. 2016 wurde es mit der Diamantenen Schallplatte der Recording Industry Association of America ausgezeichnet, 2023 erreichte es zwölffachen Platin-Status.
| Land/Region                  | Auszeichnungen für Musikverkäufe (Land/Region, Auszeichnung, Verkäufe) | Verkäufe   |
| ---------------------------- | ---------------------------------------------------------------------- | ---------- |
| Argentinien (CAPIF)          | Gold                                                                   | 30.000     |
| Australien (ARIA)            | 6× Platin                                                              | 420.000    |
| Belgien (BRMA)               | Gold                                                                   | 25.000     |
| Deutschland (BVMI)           | Gold                                                                   | 250.000    |
| Italien (FIMI)               | Gold                                                                   | 25.000     |
| Kanada (MC)                  | Gold                                                                   | 50.000     |
| Neuseeland (RMNZ)            | Gold                                                                   | 7.500      |
| Vereinigte Staaten (RIAA)    | Diamant                                                                | 12.000.000 |
| Vereinigtes Königreich (BPI) | Gold                                                                   | 100.000    |
| Insgesamt                    | 7× Gold · 6× Platin · 1× Diamant ·                                     | 12.907.500 |

Hauptartikel: Creedence Clearwater Revival/Auszeichnungen für Musikverkäufe